# Trałowce typu Castle (II wojna światowa)
Trałowce typu Castle – liczący czternaście okrętów typ trałowców zbudowanych w okresie II wojny światowej w Nowej Zelandii dla Royal New Zealand Navy.

## Historia
Decyzja o podjęciu konstrukcji trałowców w Nowej Zelandii zapadła w 1941. Okręty były bazowane na trałowcach typu Marsey budowanych w czasie I wojny światowej w Wielkiej Brytanii. Łącznie zamówiono 17 okrętów tego typu z czego zbudowano 14, zamówienia na trzy okręty zostały anulowane.
Okręty tego typu miał 625 ton wyporności, mierzyły 134 stopy (40,8 m) długości i 23 stopy i sześć cali (7,1 m) szerokości, zanurzenie wynosiło 12 stóp (3,6 m). Maksymalna prędkość wynosiła ok. 10 węzłów. Uzbrojone były zazwyczaj w pojedynczą armatę 12-funtową (76,2 mm) i kilka karabinów maszynowych.